# Richard Thornton (geoloog)
Richard Thornton (5 april 1838 - 21 april 1863) was een Brits geoloog. Hij verwierf bekendheid doordat hij David Livingstone en Karl Klaus von der Decken vergezelde op hun expedities door Oost-Afrika.

## Biografie
Richard Thornton werd op 5 april 1838 geboren in Cottingley, Yorkshire. Hij was de elfde van twaalf kinderen en kreeg al op vroege leeftijd interesse in geologie. Hij ging in Bradford naar de lagere school en vervolgde in oktober 1855 zijn opleiding aan de Royal School of Mines in Londen. Hij rondde zijn studie in twee jaar af en kreeg van de regering de De la Beche Medal voor zijn behaalde resultaten op geologisch gebied.

### Zambezi
Toen Thornton op het punt stond om als geoloog een expeditie in Australië te vergezellen, werd hij benaderd door Sir Roderick Murchison, de directeur van de Royal School of Mines. Deze was een goede vriend van de ontdekkingsreiziger David Livingstone en beval hem Thornton aan als expeditielid van Livingstone's beroemde Zambezi-expeditie. Thornton ging op dit aanbod in en in maart 1858 vertrokken de expeditieleden aan boord van de oceaanstomer Pearl vanuit Liverpool naar de rivier. Na 14 maanden door Afrika getrokken te hebben werd Thornton op 27 juni 1859 ontslagen door David Livingstone wegens arrogantie en ongehoorzaamheid. Het was David Livingstone's broer Charles die deze beschuldigingen uitte, maar naar verluidt heeft David geen onderzoek naar deze aantijgingen ingesteld.
Richard Thornton was vastbesloten om zijn geologische studies in Afrika voort te zetten. Met de hulp van Portugese handelaren slaagde hij via de Zambezi Zumbo te bereiken, een district in Mozambique.

### Kilimanjaro
Ergens tussen het Malawimeer en Mombassa ontmoette Thornton in 1861 de Duitse ontdekkingsreiziger Karl Klaus von der Decken. Deze wist Thornton over te halen om hem te vergezellen op zijn expeditie naar de Kilimanjaro. Deze berg werd in 1848 door de Duitse missionaris Johann Rebmann beschreven en zijn verslag van sneeuw op de toppen veroorzaakte veel debatten onder de Britse academici. Von der Decken wilde door de beklimming van de berg het verslag van Rebmann toetsen.
Het tweetal vergezelde op 29 juni 1861 een karavaan vanuit Mombassa. Na ruim een maand bereikten ze de berg en was Thornton waarschijnlijk de eerste Engelsman die de berg aanschouwde. De beklimming werd bemoeilijkt door hevige regenbuien en ze slaagden er niet in om hoger te komen dan ongeveer 2.500 meter, vlak nadat ze in de steek werden gelaten door hun dragers. Toch was hun expeditie geslaagd, aangezien ze inderdaad sneeuw en ijs op de top hadden gezien. Thorntons notities bevatten de samenstelling van de Kilimanjaro uit stratovulkanen, een geschatte hoogte van de hoogte tussen de 6039 en 6296 meter (iets hoger dan de eigenlijke hoogte van 5895 meter) en beschrijvingen van de lokale cultuur en maatschappij, vegetatie, geologie en geografie.

### Terug naar Zambezi
Na de beklimming van de Kilimanjaro keerde Thornton terug naar de Zambezi, waar hij zijn oude expeditieleden aantrof. David Livingstone vroeg hem om hen weer te vergezellen, waarop Thornton in januari 1863 instemde op voorwaarde dat hij onafhankelijk kon blijven. De expeditieleden waren verzwakt geraakt door droogte en de voedselvoorraden raakten op. Thornton trok ongeveer 240 kilometer landinwaarts op zoek naar voedsel en slaagde erin om zestig geiten en 40 schapen van een Portugees te kopen. Toen hij terug was gekeerd was hij ernstig verzwakt geraakt. Op 21 april 1863 stierf Thornton aan de gevolgen van dysenterie terwijl hij aan boord was van de Pioneer. Deze voer op dat moment op de Shire in Malawi. Richard Thornton werd de dag erop begraven onder een grote Afrikaanse baobab.
- Gemeinsame Normdatei: 1089125909
- International Standard Name Identifier: 0000 0000 4630 7228
- Library of Congress Control Number: no2008088159
- Nederlandse Thesaurus van Auteursnamen: 071361529
- Virtual International Authority File: 36730804
- WorldCat: E39PBJpDRvFhY7QJQ4kdkPqCwC